# Alfredo Valentini
Alfredo Valentini (5 luglio 1946) è un ex tiratore a volo sammarinese.

## Biografia
Nato nel 1946, a 42 anni ha partecipato ai Giochi olimpici di Seul 1988, nella gara di trap, nella quale ha chiuso le qualificazioni al 33º posto con 140 punti, non riuscendo ad accedere alla semifinale, riservata ai primi 24.